# جيد سيمونز
جيد سيمونز (بالإنجليزية: Jade Simmons)‏ هي عازفة بيانو أمريكية، ولدت في 1978 في تشارلستون في الولايات المتحدة.